# Rio Negro (rivière du Paraná)
Pour les articles homonymes, voir Río Negro.
 (novembre 2013).
Si vous disposez d'ouvrages ou d'articles de référence ou si vous connaissez des sites web de qualité traitant du thème abordé ici, merci de compléter l'article en donnant les références utiles à sa vérifiabilité et en les liant à la section « Notes et références ».
Le rio Negro est une rivière brésilienne de l'État du Paraná et celui de Santa Catarina, marquant la limite entre les deux. Il fait partie du bassin hydrographique du rio Paraná.

## Géographie
Il naît dans la Serra do Mar, à moins de 20 km de l'océan Atlantique, mais coule d'est en ouest sur environ 400 km, recevant comme affluents principaux, sur sa rive gauche, le rio Preto, le rio Negrinho, le rio São Bento et le rio da Lança, entre autres. Sur sa rive droite, il fait confluence avec le rio da Várzea, le rio Piên, le rio Passa Três. À proximité de la municipalité de Canoinhas, le rio Canoinhas et le rio Negro mêlent leurs eaux avant de se jeter dans le rio Iguaçu.

## Hydrologie
Importante source d'eau potable pour les municipalités qu'il arrose, il fut dans le passé navigable sur une bonne partie de son parcours pour le transport de l'herbe maté. Il a été le lieu de fortes crues, tout particulièrement en 1983 et 1992, où l'eau atteignit plus de 18 mètres.

## Ponts
Entre les communes de rio Negro et Mafra, il est traversé par le Pont Dr Diniz Assis Henning, connu comme le « pont métallique », le Pont Coronel Rodrigo Ajace et le Pont Interestadual Engenheiro Moacyr Gomes de Souza, sur la route fédérale BR-116, surnommé « pont des petits poissons ».

## Faune
On y rencontre de nombreuses espèces de poissons, parmi lesquels la carpe (pouvant atteindre 20 kg), le silure, le traíra et des poissons du genre Astyanax (Astyanax fasciatus).